# 都市対抗野球大会 (鹿児島県勢)
本項は、都市対抗野球大会における鹿児島県勢の戦績についてまとめたものである。

## 概略
- 鹿児島県は九州地区に属している。本大会への初出場は1930年（第4回大会）と、福岡県に次いで九州で2番目に早い。
- しかし、その後は他県の躍進の前に本大会に出場を阻まれ、延べ出場回数は6回にとどまる。また、出場チームも鹿児島市・鹿児島鉄道局1チームにとどまっている。

## 通算成績
（第91回大会まで。中止となった第15回大会を除く。以下本項において同じ。）
- 延べ出場回数　6回
- 優勝回数　なし
- 準優勝回数　なし
- 通算勝敗　2勝6敗（勝率 .250）

## 出場チームの戦績
| 年     | 回     | 都市・チーム           | 成績      | 試合結果 | 試合結果                      |
| ------ | ------ | ---------------------- | --------- | -------- | ----------------------------- |
| 1930年 | 第4回  | 鹿児島市・鹿児島鉄道局 | 1回戦敗退 | 1回戦    | ● 8－9 全神戸（神戸市）       |
| 1954年 | 第25回 | 鹿児島市・鹿児島鉄道局 | 1回戦敗退 | 1回戦    | ● 1－4 日本鋼管（横浜市）     |
| 1957年 | 第28回 | 鹿児島市・鹿児島鉄道局 | 1回戦敗退 | 1回戦    | ● 3－4 東洋高圧砂川（砂川町） |
| 1960年 | 第31回 | 鹿児島市・鹿児島鉄道局 | 2回戦敗退 | 2回戦    | ● 0－2 日本石油（横浜市）     |
| 1966年 | 第37回 | 鹿児島市・鹿児島鉄道局 | 2回戦敗退 | 1回戦    | ○ 8－5 日本鉱業日立（日立市） |
| 1966年 | 第37回 | 鹿児島市・鹿児島鉄道局 | 2回戦敗退 | 2回戦    | ● 0－2 電電近畿（大阪市）     |
| 1983年 | 第54回 | 鹿児島市・鹿児島鉄道局 | 2回戦敗退 | 1回戦    | ○ 5－4 熊谷組（東京都）       |
| 1983年 | 第54回 | 鹿児島市・鹿児島鉄道局 | 2回戦敗退 | 2回戦    | ● 2－5 新日鐵広畑（姫路市）   |

## 他県勢との対戦成績
| 都道府県 | 試合 | 勝 | 敗 | 分 |
| -------- | ---- | -- | -- | -- |
| 北海道   | 1    | 0  | 1  | 0  |
| 茨城県   | 1    | 1  | 0  | 0  |
| 東京都   | 1    | 1  | 0  | 0  |
| 神奈川県 | 2    | 0  | 2  | 0  |
| 大阪府   | 1    | 0  | 1  | 0  |
| 兵庫県   | 2    | 0  | 2  | 0  |

## 都市別の他都市との対戦成績
（都市名は、最後に対戦した時点での名称を記す。）
- 鹿児島市

| 都市   | 試合 | 勝 | 敗 | 分 |
| ------ | ---- | -- | -- | -- |
| 砂川町 | 1    | 0  | 1  | 0  |
| 日立市 | 1    | 1  | 0  | 0  |
| 東京都 | 1    | 1  | 0  | 0  |
| 横浜市 | 2    | 0  | 2  | 0  |
| 大阪市 | 1    | 0  | 1  | 0  |
| 神戸市 | 1    | 0  | 1  | 0  |
| 姫路市 | 1    | 0  | 1  | 0  |